# Lisa-Marie Woods
Lisa-Marie Woods (Tønsberg, 23 de mayo de 1984) es una futbolista noruega que juega como centrocampista en el BIIK Kazygurt. 
Woods comenzó su carrera en el Asker SK (2000-07) antes de convertirse en una futbolista trotamundos. En 2008 jugó en el Stabaek IF, y en 2009 en el Turbine Potsdam alemán y el FC Indiana de la WPSL estadounidense. Regresó al Stabaek en 2010, pero luego fichó por el Fortuna Hjørring danés (2011-12). Entre ambas temporadas jugó en el Perth Glory australiano. 
En 2013 fichó por el Boston Breakers de la nueva NWSL. Regresó brevemente a Noruega con el Lillestrøm SK antes de fichar por el Adelaide United australiano ese mismo año. En 2015 fichó por el BIIK Kazygurt kazajo.
Con la selección noruega jugó la fase de clasifciación para el Mundial 2011. Se perdió el Mundial por lesión.